# シュフラン (重巡洋艦)
| 1945年時のシュフラン | |
| 艦歴                 | |
| 発注                 | ブレスト造船所 |
| 起工                 | 1926年4月17日 |
| 進水                 | 1927年5月3日 |
| 就役                 | 1930年1月1日 |
| 退役                 | |
| その後               | 1974年に解体処分 |
| 除籍                 | 1962年12月27日 |
| 性能諸元             | |
| 排水量               | 基準：9,938トン 満載：12,928トン |
| 全長                 | 196.0m |
| 水線長               | 185.0m |
| 全幅                 | 20.0m |
| 吃水                 | 7.34m（満載） |
| 機関                 | ギョ・ド・タンブル式重油専焼水管缶9基 +ラトゥー・ブルターニュ式ギヤード・タービン3基3軸推進                                                                               |
| 最大出力             | 90,000hp |
| 最大速力             | 32.0ノット |
| 航続距離             | 15ノット/4,600海里 |
| 燃料                 | 石炭：1,800トン 重油：640トン |
| 乗員                 | 773名 |
| 兵装（竣工時）       | 20.3cm（50口径）連装速射砲4基 7.5cm（50口径）単装高角砲8基 オチキス 3.7cm（50口径）単装機関砲8基 55cm三連装魚雷発射管4基                                                  |
| 兵装（1945年時）     | 20.3cm（50口径）連装速射砲4基 7.5cm（50口径）単装高角砲8基 4cm（56口径）四連装機関砲2基 エリコン 2cm（76口径）単装機関砲20基                                              |
| 装甲                 | 舷側：50mm（水線部）、20mm（水密隔壁） 甲板：25mm(上甲板）、18mm（主甲板） 主砲塔：30mm（前盾・側盾・天蓋） バーベット：30mm（最厚部） 司令塔：30mm（側盾）、30mm（天蓋） |
| 航空兵装             | 水上機：2機 カタパルト：2基（1945年廃止） |

シュフラン（croiseur lourd Suffren）はフランス海軍のシュフラン級の1隻。艦名は18世紀後半のインド洋において、イギリス海軍の脅威となったピエール・アンドレ・ド・シュフランにちなむ。

## 艦歴
就役後しばらくは地中海で活動していたが1939年春にインドシナ方面へ派遣されて「プリモゲ」と交代し、翌1940年5月までインド洋で活動した。
第二次世界大戦時にはデュケーヌ級重巡洋艦「デュケーヌ」「トゥールヴィユ」軽巡洋艦「デュゲィ・トルーアン」と共に駆逐艦隊を伴ってイタリア海軍への備えとして南大西洋で行動していた。1940年6月時には超弩級戦艦「ロレーヌ」と共にアレキサンドリアにあり、フランスの降伏後の7月に武装解除に応じた。同年7月13日に自由フランス海軍に所属し直して活動を開始した。
1943年に雷装と航空施設と後部マストを撤去し、前部マストにレーダーを装備し、対空火器を強化した。それ以降は同年5月から1944年にかけてドイツ海軍の封鎖突破船への哨戒にあたった。1945年にカサブランカにて整備中に第二次世界大戦の終了を迎えた。1946年より第一次インドシナ戦争へ参加し、輸送船団の護衛任務に就いた。
1962年12月に除籍されてから1964年に宿泊艦「オセアン」となり、1974年に解体業者に売却されてスクラップとなった。

## 参考図書
- 「世界の艦船 増刊第50集 フランス巡洋艦史」（海人社）
- 「世界の艦船 1986年1月増刊号 近代巡洋艦史」（海人社）
- 「世界の艦船 2010年1月増刊号 近代巡洋艦史」（海人社）
- 「世界の重巡洋艦パーフェクトガイド」（学習研究社）
- 「Conway All The World's Fightingships 1860-1905」（Conway）
- 「Conway All The World's Fightingships 1906-1922」（Conway）